# Dude Ranch (Album)
Dude Ranch ist das zweite Studioalbum der US-amerikanischen Rock-Band blink-182. Es erschien im deutschsprachigen Raum am 17. Juni 1997 bei MCA Records und war das erste Album der Band, das sich in den US-amerikanischen Albumcharts platzieren konnte.

## Entstehung
Die Arbeiten am Album begannen im Jahre 1996, nachdem die Band einen neuen Vertrag mit dem Label MCA Records abgeschlossen hatte. Die meisten Stücke entstanden während der vorherigen Tournee. Die Aufnahmen begannen Ende 1996 in den Big Fish Studios in Encinitas, Kalifornien.

## Artwork
Für die Gestaltung des Covers war Victor Gastelum zuständig, um die Zeichnungen kümmerte sich Lou Beach. Das Cover zeigt einen Stier, der mit dem Hinterteil zum Betrachter steht und seinen Kopf dabei in Richtung des Betrachters dreht. Das Tier trägt eine Brandmarke mit dem Bandlogo. Der Hintergrund besteht aus einer Prärielandschaft, außerdem ist ein Holzschild mit dem Albumtitel zu sehen. Als Produzenten wählte man Mark Trombino, der vorher mit Jimmy Eat World zusammenarbeitete. Anfang 1997 waren die Aufnahmen abgeschlossen. Das Mastering fand im Bernie Grundman Mastering in Hollywood statt. Das Album wurde am 5. August 1997 veröffentlicht, als erste Single wurde Apple Shampoo ausgekoppelt.

## Titelliste
1. Pathetic – 2:27
2. Voyeur – 2:43
3. Dammit (Growing Up) – 2:45
4. Boring – 1:41
5. Dick Lips – 2:57
6. Waggy – 3:16
7. Enthused – 2:48
8. Untitled – 2:46
9. Apple Shampoo – 2:52
10. Emo – 2:50
11. Josie (Everything’s Gonna Be Fine) – 3:20
12. A New Hope – 3:45
13. Degenerate – 2:28
14. Lemmings – 2:38
15. I’m Sorry – 5:37

## Besetzung
- Mark Hoppus: Gesang, Bass
- Tom DeLonge: Gitarre, Gesang
- Scott Raynor: Schlagzeug
- Mark Trombino: Keyboard

## Rezensionen
Von Musikkritikern wurde das Album überwiegend positiv besprochen, andererseits wurde das Album nur von wenigen Kritikern bewertet.
Stephen Thomas Erlewine bewertet das Album bei Allmusic sehr positiv und vergibt 4,5 von 5 möglichen Sternen. Er schreibt, dass die Songwritingfähigkeiten der Band noch nicht ganz ausgereift seien, sie im Vergleich zu Cheshire Cat aber schon deutlich besser seien. Trotzdem beschreibt Erlewine die Musik des Albums als sehr gut.
Auch sputnikmusic.com bewertet das Album mit 4 von 5 möglichen Sternen als exzellent. Kritiker Channing Freeman meint, dass der Sound etwas Einzigartiges sei und man ihn nicht mit dem aktuellen Stil der Band vergleichen könne.

## Kommerzieller Erfolg

### Chartplatzierungen
Das Album war das erste der Band, das sich in den Billboard 200 platzieren konnte.
| ChartsChartplatzierungen       | Höchstplatzierung | Wochen |
| ------------------------------ | ----------------- | ------ |
| Vereinigte Staaten (Billboard) | 67 (48 Wo.)       | 48     |
| Vereinigtes Königreich (OCC)   | 100 (1 Wo.)       | 1      |

### Auszeichnungen für Musikverkäufe
| Land/Region                  | Auszeichnungen für Musikverkäufe (Land/Region, Auszeichnung, Verkäufe) | Verkäufe  |
| ---------------------------- | ---------------------------------------------------------------------- | --------- |
| Australien (ARIA)            | Platin                                                                 | 70.000    |
| Kanada (MC)                  | 2× Platin                                                              | 160.000   |
| Vereinigte Staaten (RIAA)    | Platin                                                                 | 1.000.000 |
| Vereinigtes Königreich (BPI) | Gold                                                                   | 100.000   |
| Insgesamt                    | 1× Gold · 4× Platin ·                                                  | 1.330.000 |

Hauptartikel: Blink-182/Auszeichnungen für Musikverkäufe